# Karl Becker (Politiker, 1923)

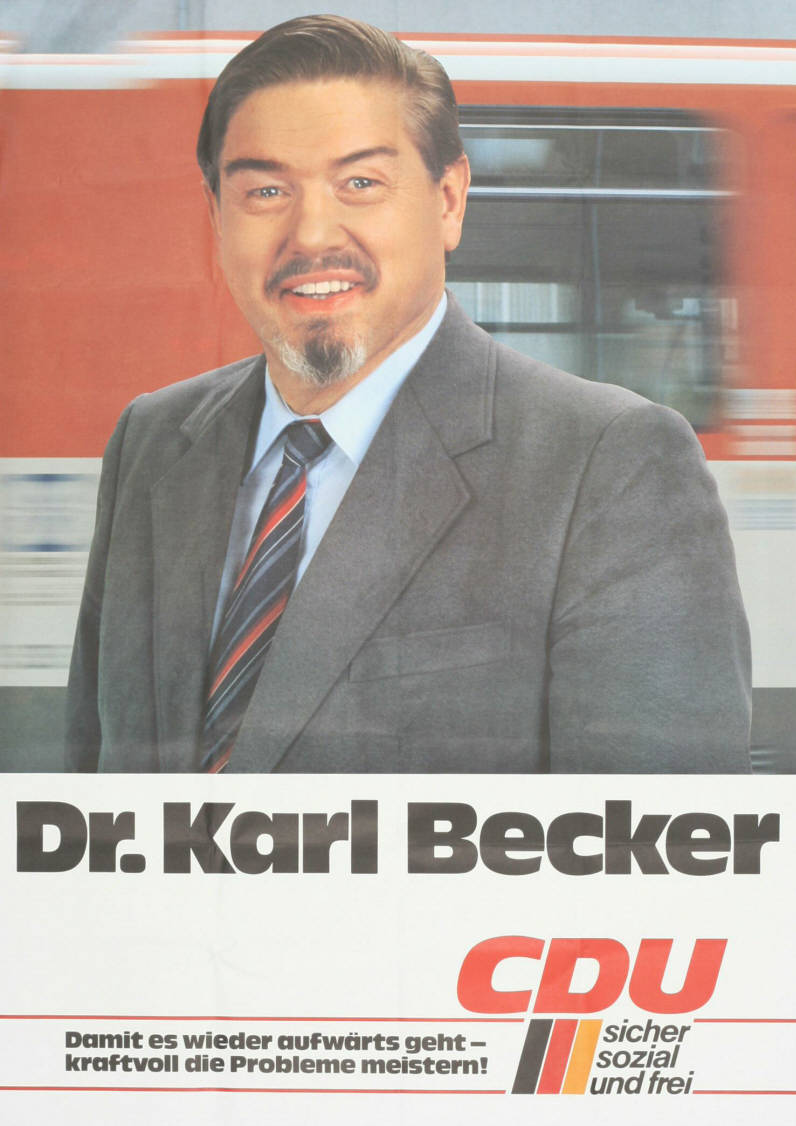
Kandidatenplakat Karl Beckers zur Bundestagswahl 1983

Karl Becker (* 20. September 1923 in Flörsheim am Main; † 3. Mai 2002 in Frankfurt am Main) war ein deutscher Internist und Politiker (CDU).

## Leben und Beruf
Karl Becker wurde als Sohn von Josefine Becker, geborene Stiefenhofer, und des kaufmännischen Angestellten und als Einkäufer tätigen Adam Josef Becker geboren. Nach dem Abitur 1941 am Realgymnasium in Frankfurt-Höchst nahm er ein Studium der Medizin an den Universitäten in Frankfurt am Main, Heidelberg, Kiel, München und Erlangen auf, das er 1949 mit dem Staatsexamen und der Promotion zum Dr. med. beendete. Anschließend absolvierte er von 1949 bis 1955 die internistische Facharzt-Weiterbildung in Frankfurter Krankenhäusern. 1956 ließ er sich mit einer eigenen Praxis in Frankfurt-Eschersheim nieder, die er seit 1984 zusammen mit seiner Ehefrau als Gemeinschaftspraxis führte. Karl Becker war katholisch, seit 1948 Mitglied der katholischen Studentenverbindung KDStV Badenia (Straßburg) Frankfurt am Main, hatte 1952 die promovierte Friedel Burggraf geheiratet und zwei Kinder (Michael und Eva-Maria). Er war Präsidiumsmitglied im Verband Deutscher Bürgervereine.

## Partei
Becker war seit 1969 Mitglied der CDU. Später wurde er Vorsitzender der Mittelstands- und Wirtschaftsvereinigung der CDU/CSU (MIT) in Frankfurt am Main.

## Abgeordneter
Becker war von 1972 bis 1976 Mitglied des Rates der Stadt Frankfurt am Main. Bei der Bundestagswahl 1976 wurde er über den Bundestagswahlkreis Frankfurt am Main II (damals Wahlkreis 141) in den Deutschen Bundestag gewählt, dem er zunächst bis 1980 angehörte. Vom 13. September 1982, als er über die Landesliste der CDU Hessen für den ausgeschiedenen Abgeordneten Hans-Joachim Jentsch nachrückte, bis 1990 war er erneut Mitglied des Bundestages. Von 1983 bis 1990 vertrat er wiederum den Wahlkreis Frankfurt II im Parlament.